# Wrotham
Wrotham is een civil parish in het bestuurlijke gebied Tonbridge & Malling, in het Engelse graafschap Kent met 1921 inwoners.

## Foto's

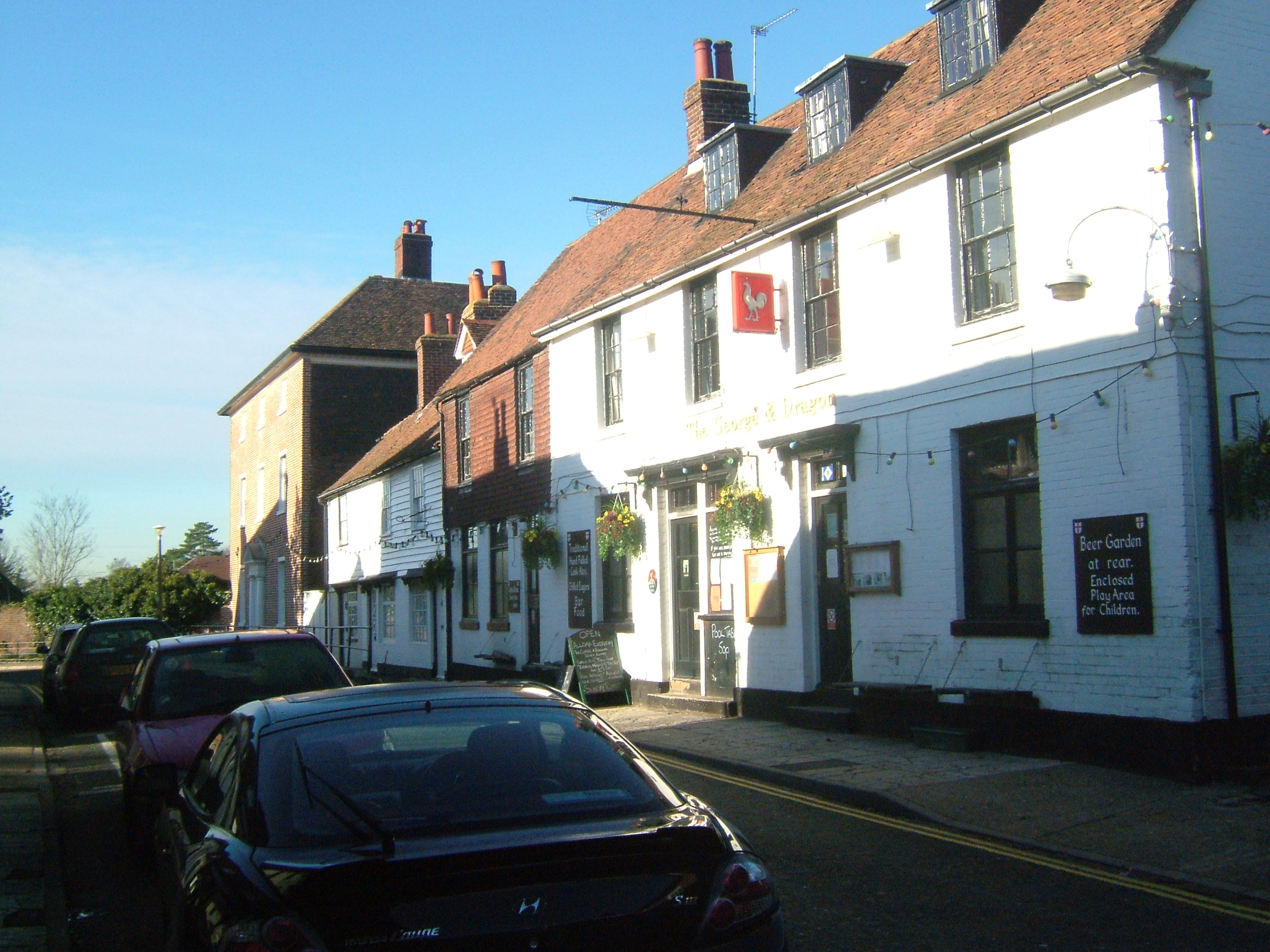
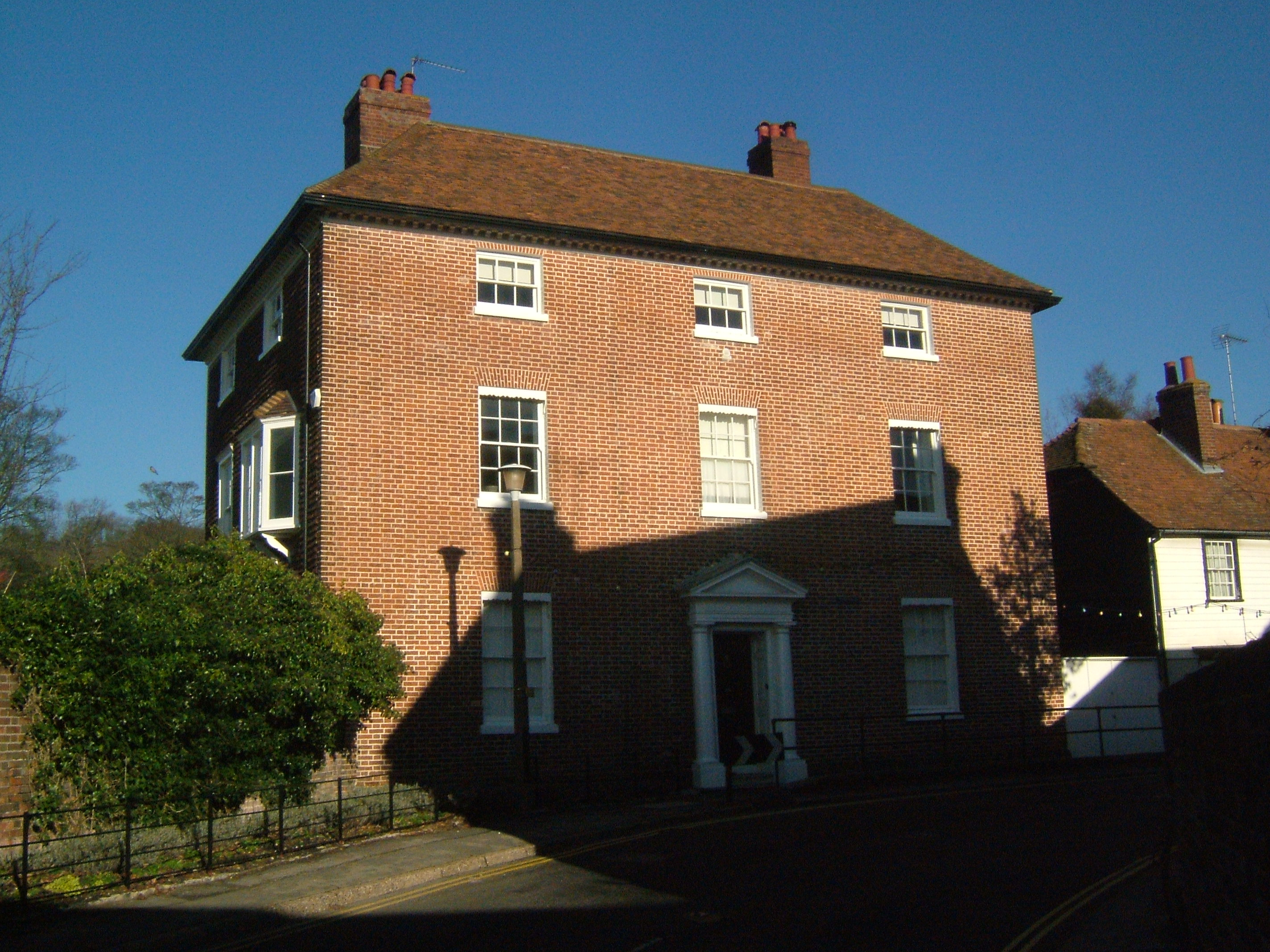
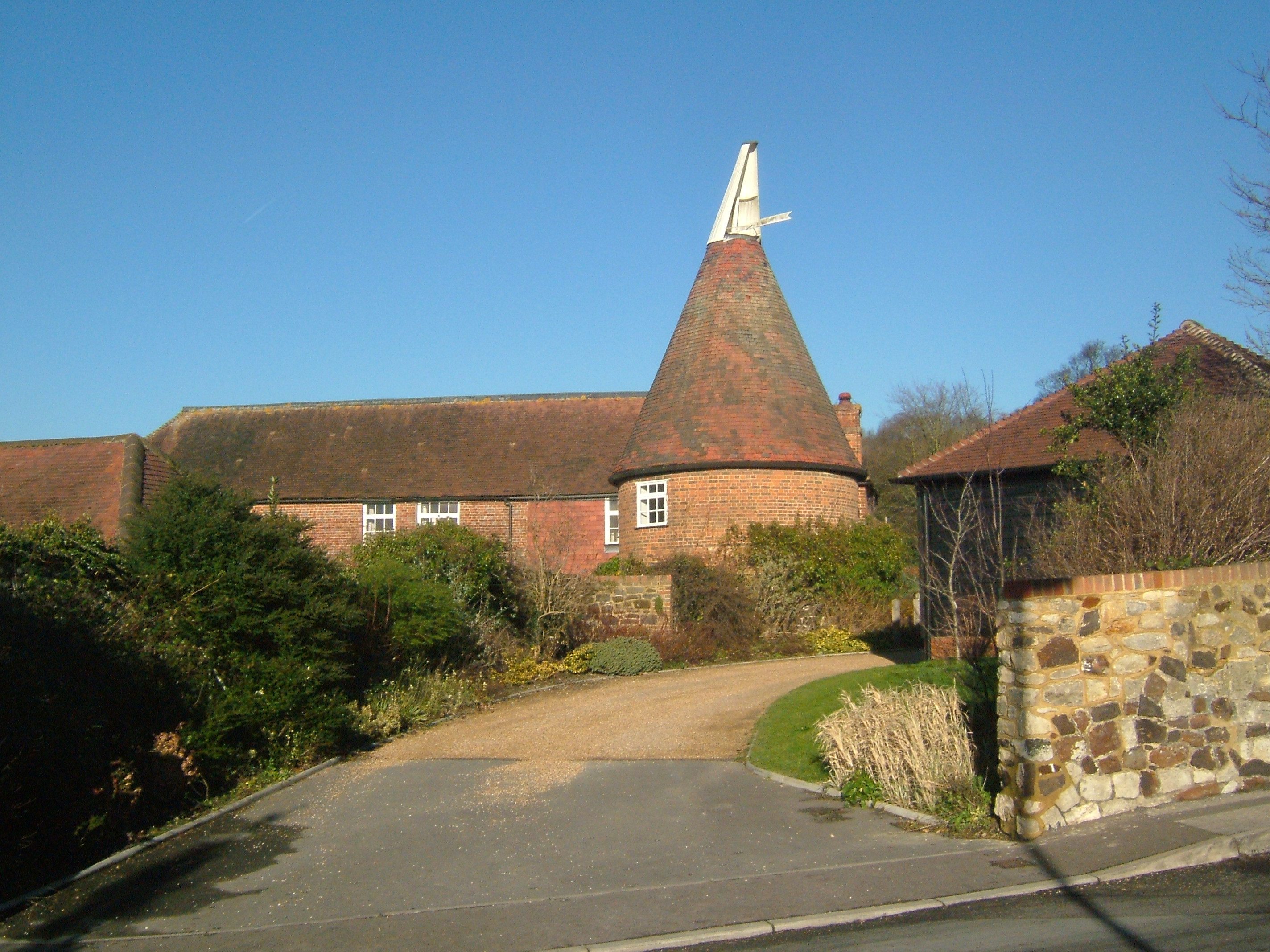
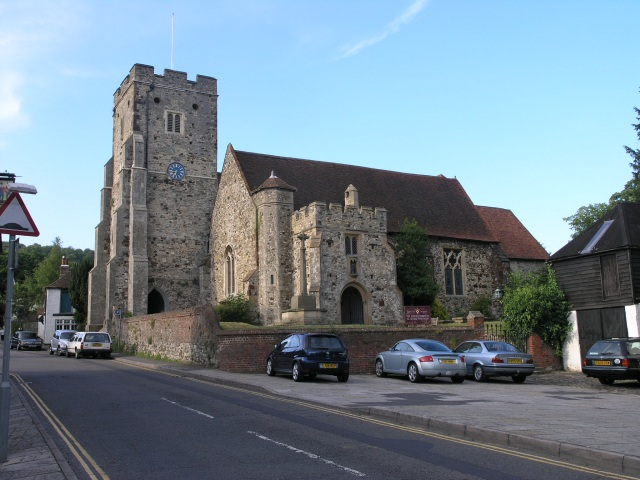

## Overleden
- Peaches Geldof (1989-2014)